# …och sen var ingen kvar
…och sen var ingen kvar (engelska: And Then There Were None) är en amerikansk kriminalfilm från 1945 i regi av René Clair. Filmen är baserad på Agatha Christies roman Och så var de bara en från 1939.  Den släpptes i Storbritannien som Ten Little Indians, i enlighet med den tredje brittiska titeln på Christies roman. Filmen producerades av 20th Century Fox och på grund av den utgångna upphovsrätten är den nu allmän egendom. Filmen har remastrats flera gånger och är fritt tillgänglig på nätet.

## Handling
Tio personer, alla främlingar för varandra, bjuds in till en liten isolerad ö utanför Devons kust i England av en mr och mrs Owen. De installerar sig på en herrgård som sköts av två nyanställda tjänare, Thomas och Ethel Rogers, men deras värdar är frånvarande. När gästerna sätter sig till bords lägger de märke till mittsektkonen där det står tio figurer av indianer. Thomas sätter på en grammofonskiva, genom vilken en mansröst anklagar dem alla för mord:
- General Sir John Mandrake, för att ha beordrat sin hustrus älskare, en löjtnant under hans befäl, till döden
- Emily Brent, för sin unge brorsons död
- Dr. Edward G. Armstrong, för fylleri som resulterade i att en patient dog
- Prins Nikita Starloff, för att ha dödat ett par när han körde för fort
- Vera Claythorne, för att ha mördat sin systers fästman
- Domaren Francis J. Quinncannon, för att ha varit ansvarig för hängningen av en oskyldig man
- Philip Lombard, för att ha dödat 21 sydafrikanska stammedlemmar
- William H. Blore, för mened vilket resulterade i en oskyldig mans död
- Thomas och Ethel Rogers, för sin tidigare arbetsgivares bortgång, en invalid

Det visar sig att ingen av de tio känner till eller ens har sett "U.N. Owen". De inser då att namnet står för "okänd". De kan inte heller lämna ön, eftersom Rogers informerar dem om att båten inte kommer tillbaka förrän på måndag och att det bara är fredag.
Starloff erkänner sin skuld och dör sedan av sin dryck, som var förgiftad. Nästa morgon uppdagas det att mrs Rogers dött i sömnen. Gästerna lägger märke till att en statyett är trasig och en annan saknas efter de två dödsfallen. De två dödsfallen stämmer överens med barnramsan Ten Little Indians, och de söker på ön efter "Mr. Owen" utan framgång. Efter att general Mandrake knivhuggits till döds förklarar domaren att Owen måste vara en av dem.
De röstar om vem de misstänker att Owen är: Rogers är den ende som får mer än en röst och tvingas sova i vedboden. Nästa morgon hittar de honom död, med huvudet uppskuret av en yxa. Miss Brent dör härnäst. Hennes kropp hittas med en kanyl i närheten. Armstrong upptäcker att hans nål saknas och Lombards revolver är också försvunnen.
Vid middagen erkänner Quinncannon, Armstrong, Blore och Lombard sina brott. När det är miss Claythornes tur, ursäktar hon sig för att hämta sin kappa. De hör henne skrika och rusar upp till henne. I förvirringen hörs ett enda skott. De hittar henne skakad efter att ha blivit nuddad av tång som hänger från taket. De hittar också Lombards pistol. Quinncannon är död med ett skott i huvudet.
Miss Claythorne insisterar på att hon är oskyldig, men Armstrong misstänker henne och låser in henne i sitt rum. Samma natt erkänner Claythorne för Lombard att hennes syster dödade sin egen fästman och att Claythorne hjälpte henne att dölja brottet och tog på sig skulden. De två inser senare att Armstrong är försvunnen.
Nästa morgon träffas Blore av ett stenblock som välts ner från våningen ovanför. Lombard ser ett lik på stranden: Armstrong. Miss Claythorne håller Lombards pistol mot honom, säker på att Lombard är mördaren. Han berättar för henne att hans riktiga namn är Charles Morley och att den riktige Lombard var hans vän som begick självmord. Morley får en blixt av insikt och uppmanar henne att skjuta honom.
Miss Claythorne skjuter och Morley faller. Hon hittar en snara som hänger i salongen och upptäcker vem Owen är: Quinncannon, som i högsta grad lever. Domaren berättar för henne att han i hela sitt liv hade sökt efter den fullkomliga rättvisan. Efter att ha fått veta att han var dödligt sjuk kokade han ihop denna plan. Han övertalade Armstrong att hjälpa honom att fejka sin egen (Quinncannons) död, förmodligen för att hjälpa till att fånga Owen, och mördade sedan Armstrong. Han säger till henne att hon antingen kan hänga sig eller skickas till galgen (som den enda möjliga gärningsmannen). Han dricker förgiftad whisky, medan Morley dyker upp bakom honom vid liv eftersom Vera avsiktligt hade missat att skjuta honom. Quinncannon dör och båten anländer och räddar Morley och miss Claythorne.

## Om filmen
Filmen följer Agatha Christies bok nära. Slutet är dock helt ändrat och är istället nästan identiskt med Agatha Christies egna alternativa, lyckligare slut som hon använde i sin teaterdramatisering av romanen. 
…och sen var ingen kvar har visats i SVT, bland annat i maj 2020.
Filmen är en av flera som är baserade på samma bok.

## Rollista
- June Duprez – Vera Claythorne
- Louis Hayward – Philip Lombard
- Barry Fitzgerald – domare Francis J. Quinncannon
- Roland Young – detektiv William Henry Blore
- Walter Huston – doktor Edward G. Armstrong
- Judith Anderson – Emily Brent
- Richard Haydn – Thomas Rogers
- C. Aubrey Smith – general Sir John Mandrake
- Queenie Leonard – Ethel Rogers
- Mischa Auer – prins Nikita 'Nikki' Starloff
- Harry Thurston – Fred Narracott

## Mottagande
När filmen hade premiär 1945 skrev Bosley Crowther från The New York Times: "René Clair har producerat en spännande film och har regisserat en fantastisk rollbesättning med humor och ett lätt makabert handlag. Frestelsen till det fasansfulla avfärdas på ett intelligent sätt". Filmen höll sin publik engagerad "av rädsla och bävan, inte av blod". Flera prestationer lovordades, särskilt Walter Huston och Barry Fitzgerald. Tidningen Variety beskrev dock filmen som en "tråkig deckare" som "sällan når upp till stunder av spänning och trots morden ger den sken av att ingenting någonsin händer". De flesta av skådespelarna verkade malplacerade, enligt Variety.
Filmkritikern Leonard Maltin gav filmen fyra av fyra stjärnor och kallade den "mycket spännande" och berömde filmens manus, musik och bilder. På Rotten Tomatoes har filmen ett godkännandebetyg på 100 % baserat på 12 recensioner, med ett viktat genomsnittligt betyg på 8,1/10.

## Distribution och upphovsrätt
Även om den distribuerades av en stor studio, 20th Century Fox, tilläts upphovsrätten att löpa ut och filmen är nu allmän egendom. Flera olika utgåvor av varierande kvalitet har släppts för hemvideoformat.
Namnet på filmen varierar ibland beroende på vem som listat den. År 1960 ändrade Radio Times titeln till Ten Little Niggers för en sändning av Clairs film på BBC den 9 juli, den ursprungliga titeln på romanen som publicerades i Storbritannien.
Känsligheten för romanens originaltitel kommenterades av Sadie Stein 2016, när hon kommenterade en BBC-miniserie med titeln And Then There Were None, som hon sa "har varit en enorm hit i Storbritannien".  I allmänhet är "Christies verk inte kända för sin raskänslighet, och med moderna mått mätt är hennes oeuvre full av avslappnad orientalism." Originaltiteln baserades på ett rim från minstrel och barnlekar, "ett rim så makabert och plågsamt att man inte hör det nu utanför Agatha Christie-sammanhanget". Stein citerar Alison Light om kraften i det ursprungliga namnet på ön i romanen, Nigger Island, "för att frammana en spännande 'annanhet', en plats där avslöjanden om den 'mörka sidan' av engelsmännen skulle vara lämpliga." På tal om den "allmänt kända" filmen från 1945 tillade Stein att "vi står bara inför fantastiska mängder våld, och ett rim så makabert och plågsamt att man inte hör det nu utanför Agatha Christie-sammanhanget." Hon ansåg att den ursprungliga titeln på romanen i Storbritannien, som ses nu, "den originaltiteln, den skakar, visuellt"."

## Senare filmversioner
Flera versioner av Christies mysterium har filmatiserats, bland annat Ten Little Indians (1965), Tio små negerpojkar (1974), Desiat negritiat (1987) och Så var det ingen kvar (1989).